# Parafia św. Andrzeja Apostoła w Trzebieszowicach
Parafia św. Andrzeja Apostoła w Trzebieszowicach – rzymskokatolicka parafia znajdująca się w dekanacie lądeckim w diecezji świdnickiej. Była erygowana w XIII wieku (pierwsza wzmianka o parafii – 1269). Obecny kościół wraz z wieżą wzniesiony został z wykorzystaniem starych murów w 1813. Siedzibą parafii jest zabytkowy kościół św. Andrzeja.
Proboszczem jest ks. Marek Hames. Znajdują się tu także relikwie Świętego Jana Pawła II.

## Filia

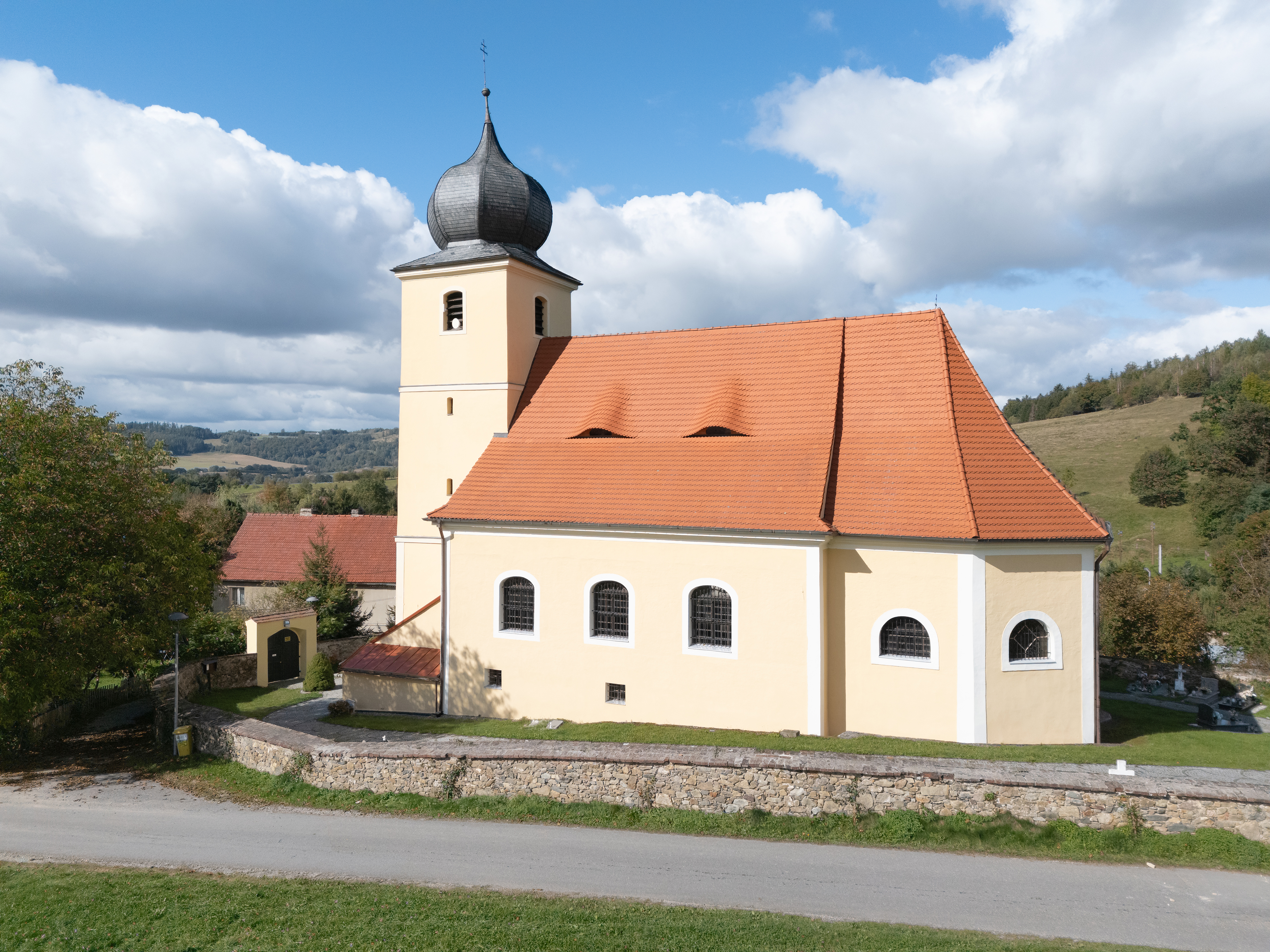
Kościół św. Bartłomieja w Skrzynce